# Gvožđe(II) sulfat
Gvožđe(II) sulfat (fero sulfat) je hemijsko jedinjenje sa formulom . Poznat je od drevnih vremena kao zelena galica ili zeleni vitriol. Plavo-zeleni heptahidrat je najčešći oblik ovog materijala. Svi sulfati gvožđa se rastvaraju u vodi i daju isti vodeni kompleks , koji ima oktaedralnu molekulsku geometriju i koji je paramagnetičan.

## Hidrati
Gvožđe(II) sulfat se može naći u raznim stanjima hidracije, i nekoliko formi postoji u prirodi.
- (mineral: szomolnokit, relativno redak)
- (mineral: rozenit, beo, relativno uobičajen, niže da bude dehidratacioni produkt melanterita)
- (mineral: siderotil, relativno redak)
- (mineral: feroheksahidrit, relativno redak)
- (mineral: melanterit, plavo-zelen, relativno uobičajen, zelena galica)

Na 90 °, heptahidrat gubi vodu i formira bezbojni monohidrat. U svom anhidratnom, kristalnom stanju, njegova standardna entalpija formiranja je °čvrst = -928.4 kJ·mol−1 i njegova standardna molarna entropija je S°čvrst = 107.5 

## Dobijanje i reakcije
U završnoj fazi pripreme čelika za galvanizaciju ili premazivanje, čelični lim ili šipke se provlače kroz kisela kupatila sa sumpornom kiselinom. Ovaj postupak proizvodi znatne količine gvožđe(II) sulfata kao sporednog proizvoda
Drugi izvor velikih količina FeSO4 je proizvodnja titanijum dioksida iz ilmenita sulfatnim procesom.
Fero sulfat se isto tako industrijski priprema oksidacijom pirita:

### Reakcije
Tokom zagrevanja, gvožđe(II) sulfat prvo gubi svoju kristalnu vodu i originalno zeleni kristali prelaze u prljavo-žutu anhidriranu materiju. Dalje zagrevanje uzrokuje oslobađanje sumpor dioksida i belog dima sumpor trioksida, ostavljajući crvenkasto-braon gvožđe(III) oksid. Dekompozicija gvožđe(II) sulfata počinje na oko 480 °.
Poput svih gvožđe(II) soli, gvožđe(II) sulfat je redukujući agens. Na primer, on redukuje azotnu kiselinu do azot oksida i hlor do hlorida:
Po izlaganju vazduhu, on se oksiduje da formira korozioni smeđe-žuti pokrivni slog baznog feri sulfata, koji je smeša feri oksida is feri sulfata:

## Spoljašnje veze
- „Iron(II) sulfate”. Chemical Land21. 10. 1. 2007.
- Pravljenje zelene galice iz pirita